# Cixius segregata
Cixius segregata är en insektsart som beskrevs av Tsaur 1991. Cixius segregata ingår i släktet Cixius och familjen kilstritar. Inga underarter finns listade i Catalogue of Life.